# Alessandro Lingiardi
Alessandro Lingiardi (Sommo, 1895 – Palacio de Ibarra, 14 marzo 1937) è stato un militare italiano, decorato di medaglia d'oro al valor militare alla memoria nel corso della guerra di Spagna.

## Biografia
Nacque a Sommo, provincia di Pavia, nel 1895, figlio di Cesare e Caterina Redocchi. 
Chiamato a prestare servizio militare nel Regio Esercito nel gennaio 1915, fu assegnato al 90º Reggimento fanteria "Salerno", con il quale, dopo lo scoppio delle ostilità con l'Impero austro-ungarico, prese parte alle operazioni belliche per la conquista dei Monti Merzli e Vodil. Nel luglio 1916, al termine del corso per allievi ufficiale di complemento, fu nominato sottotenente dell'arma di fanteria e col 26º Reggimento fanteria "Bergamo" combatté dapprima nella zona dell'Alto Isonzo e poi sul Carso, rimanendo ferito. Divenuto tenente nel luglio 1917, passò a prestare servizio presso la 555ª Compagnia mitraglieri e partecipò alla battaglia del solstizio sul Piave del giugno 1918. Destinato dietro sua domanda ai reparti d'assalto combatté con l'XI Reparto nel corso della battaglia di Vittorio Veneto. Posto in congedo nel dicembre 1919, svolse nella vita civile incarichi di carattere politico e scrisse articoli per giornali e riviste. Mobilitato per le operazioni militari in Spagna con il grado di camicia nera della Milizia Volontaria Sicurezza Nazionale, partì imbarcandosi su una nave a Napoli il 1º gennaio 1937.
Assegnato alla 4ª Compagnia mitraglieri, 535ª bandera "Indomito" del 10º Gruppo Banderas della 2ª Divisione CC.NN. "Fiamme Nere", cadde in combattimento a Palacio de Ibarra, Brihuega, il 14 marzo 1937 e fu insignito della medaglia d'oro al valor militare alla memoria.